# Polyethylenfuranoat
Polyethylenfuranoat (genauer Poly(ethylen-2,5-furandicarboxylat), Kurzzeichen PEF) ist ein Thermoplast. Es besteht aus den Ausgangsstoffen 2,5-Furandicarbonsäure (FDCA) und Ethylenglycol (MEG), wobei FDCA aus Fructose synthetisiert wird. Als aromatischer Polyester ist es chemisch vergleichbar zu Polyethylenterephthalat (PET) und Polyethylennaphthalat (PEN). Avantium (Niederlande) eröffnete im Oktober 2024 eine kommerzielle Produktion von FDCA. Die Anlage verfügt über eine Kapazität von 5.000 Tonnen pro Jahr.
PEF weist eine hohe mechanische Festigkeit und gute thermische Eigenschaften auf. Mit seiner geringen Durchlässigkeit für Sauerstoff und Stickstoff ist es für Lebensmittelverpackungen, Flaschen mit kohlensäurehaltigem Erfrischungsgetränken, Wasser, alkoholische Getränke und für Nicht-Lebensmittelverpackungen geeignet. PEF ist langfristig ein möglicher Ersatzstoff für PET. Wenn neben dem FDCA auch das MEG aus nachwachsenden Rohstoffen synthetisiert wird, kann PEF ein 100 % biobasiertes Polymer sein.

## Synthese

2,5-Furandicarbonsäure

Ethylenglycol

Der pflanzliche Hexosen-Zucker Fructose wird zum Zwischenprodukt 5-Hydroxymethylfurfural (HMF) dehydriert. Das HMF wird weiter zu 2,5-Furandicarbonsäure (FDCA) oxidiert. Das Polymer PEF kann durch Polykondensation aus 2,5-Furandicarbonsäure mit Ethylenglycol hergestellt werden. Polykondensation erfordert eine lange Prozessdauer und einen hohen energetischen Aufwand.
An der ETH Zürich wurde ein anderes Polymerisationsverfahren entwickelt. Zunächst werden in einer Vorpolymerisation aus Dimethylfurandicarboxylat und Ethylenglycol Oligomere (MW < 5 kg/mol) hergestellt. In einem hochsiedenden Lösungsmittel werden die Oligomere über Depolimerisation in cyclische Oligomere mit 2–4 Wiederholeinheiten überführt. Diese Ringe können dann über ringöffnende Polymerisation innerhalb von Minuten zu Polymeren (MW > 5 kg/mol) überführt werden. Diese Methode führt weder zu unerwünschten Nebenprodukten noch zu einer Einfärbung des Produkts und ist energieeffizienter. Mit diesem Verfahren soll die Produktionszeit von mehreren Tagen auf wenige Stunden verkürzt werden. Die ETH untersucht mit Sulzer, wie dieses Verfahren in einer Massenproduktion umgesetzt werden kann.

## Eigenschaften

### Vergleich Polyethylenfuranoat zu Polyethylenterephthalat
Im Vergleich zu PET bietet PEF einige Vorteile wie:
PEF hat sehr gute Barriereeigenschaften (bisher schwer zu erreichen mit den meisten biobasierten Polymeren):
- O2-Barriere – 6-10 -mal größer als PET
- CO2-Barriere – 4-6 -mal besser als PET
- H2O-Barriere – 2-mal besser als PET
- Flaschen aus PEF benötigen keine Mehrschichten

PEF hat im Vergleich zu PET bei ähnlicher Dichte interessante mechanische Eigenschaften:
- Höherer Elastizitätsmodul
- Höhere Zugfestigkeit

Thermische Eigenschaften:
- Niedrigerer Schmelzpunkt (Tm)
- Höhere Glasübergangstemperatur (TG)
- Eine höhere thermische Stabilität ohne Thermofixierung
- Flaschen können bei ca. 85 °C (unterhalb TG) befüllt werden

| Eigenschaft                    | PEF                       | PET                      | Kommentar                                                       |
| ------------------------------ | ------------------------- | ------------------------ | --------------------------------------------------------------- |
| Glasübergangstemperatur (TG).  | 84–90 (°C)                | 67–81 (°C)               | Geeignet um Getränke heiß abfüllen zu können                    |
| Kristallisationszeit           | 20 – 30 Minuten           | 2 – 3 Minuten            |                                                                 |
| Schmelzpunkt (Tm)              | 195–220–265 (°C)          | 234–270 (°C)             | Co-Extrusion möglich                                            |
| Hitzestabil bis                | 325 (°C)                  |                          |                                                                 |
| Dichte (amorph)                | 1,434 (g/cm³)             | 1,36 (g/cm³)             |                                                                 |
| Dichte (kristallin, berechnet) | 1,565 (g/cm³)             | 1,455 (g/cm³)            |                                                                 |
| Young-Elastizitsmodul E        | 3,0–3,6 (GPa)             | 2,1–3,1 (GPa)            | (ISO 527/1A, 1 mm/min) Für starre Flaschen Höhere Stapelbarkeit |
| Zugfestigkeit                  | 90–100 (MPa)              | 50–60 (MPa)              | (ISO 527/1A, 10 mm/min)                                         |
| Sauerstoff-Permeabilität       | 0,23 cm³ mm/(m² 24 h bar) | 2,5 cm³ mm/(m² 24 h bar) | (@23 C, 65 % RH)                                                |
| CO2-Permeabilität              | 1,6 cm³ mm/(m² 24 h bar)  | 23,6 cm³ mm/(m²24 h bar) | (@23 C, 0 % RH)                                                 |
| Wasser-Permeabilität           | 0,36 g mm/(m² 24 h)       | 0,9 g mm/(m² 24 h)       | (@38 C, 90 % RH)                                                |

## Anwendungen

### Flaschen
Berechnungen zeigen, dass PEF wegen seiner ausgezeichneten Barriere-Eigenschaften auch kostenmäßig komplett mit den traditionellen, multi-Millionen Tonnen an Verpackungsmaterial wie z. B. Aluminiumdosen, Mehrschicht-Verpackungen und kleinere, mehrschichtige PET-Flaschen sowohl im Preis als auch in den Anwendungen konkurrenzfähig wäre, wenn es in großem Maßstab hergestellt werden würde.
Der Getränkehersteller Coca-Cola, der französische Getränke- und Lebensmittelkonzern Danone und der österreichische Verpackungshersteller ALPLA entwickeln 100 % biobasierte PEF Flaschen.
Die dänische Bierbrauerei Carlsberg hat 2015 mit der Entwicklung einer „Green Fibre Bottle“ Bierflasche aus einem Verbundstoff mit Polyethylenfuranoat (PEF) und Holzfasern gestartet. 2022 hat sie „Green Fibre Bottle“ auf Festivals im westlichen Europa getestet. Das Bier bleibt darin im Vergleich zu Dosen und Flaschen länger kühl.

### Filme
PEF-Filme können als starre oder flexible Filmverpackungen gestaltet werden.
Verglichen mit BOPET weist PEF gleiche thermomechanische- und Oberflächen-Eigenschaften auf.
Die Schweizer Beteiligungsgesellschaft für Unternehmen der Maschinenindustrie Wifag-Polytype Holding AG geht Partnerschaften ein, um thermogeformte PEF Produkte wie Fasern, Filme usw. marktreif zu entwickeln.

### Fasern
Zu den Hauptanwendungen von PEF-Fasern können Bekleidung, Teppiche, Wohnmöbel, Einwegwaren, Stoffe, Windeln, Filter und Industriefasern zählen.
Avantium zeigte 2014 die Möglichkeit auf, aus 100 %ig biobasierten Fasern 100 % biobasierte T-Shirts herzustellen.

### Technische Kunststoffe
Aus Copolymeren lassen sich technische Kunststoffe entwickeln.

## Recycling
PEF ist nicht biologisch abbaubar, aber es kann rezykliert oder verbrannt werden. Flaschen aus PEF können infrarotspektroskopisch erkannt und von PET-Flaschen getrennt werden. Aussortiertes PEF kann zerkleinert und als rPEF in die rPET-Recycling-Ströme mit bis zu 5 % rPEF integriert werden, ohne dass sich dies auf die Eigenschaften von PET auswirkt. In einer möglichen Marktanlaufphase, wenn PEF in größerem Maßstab produziert werden würde, könnte es wirtschaftlicher sein, die beiden Kunststoffe getrennt zu verarbeiten.

## Depolimerisation
In Laborversuchen konnte die nahezu vollständige Depolymerisation von PEF unter Verwendung von zwei effizienten PET-Hydrolasen, FastPETase und Blatt- und Astkompost-Cutinase (LCC) erzielt werden. 
In einem Bioreaktor wurde eine PEF-Folie bzw. PEF-Pulver zu einer Phosphat-NaOH-Puffer-Lösung (pH 9,0) und den Hydrolasen gegeben. Bei 50 bzw. 65 °C erfolgte mit FastPETase bzw. LCC die maximale PEF-Depolymerisation. Wenn LCC verwendet wurde, konnten von den anfänglich 13 g PEF pro Liter bis zu 98 % Gewichtsverlust an PEF erreicht werden, wenn die Pufferlösung zwischenzeitlich stufenweise nachdosiert wurde.
Mit FastPETase wurde ein Gewichtsverlust von 92 % bei Verwendung von 6 g PEF pro Liter erzielt.
Die Hauptdepolymerisatiosprodukte wurden als 2,5-Furandicarbonsäure (FDCA), Ethylenglycol und Mono(2-hydroxyethyl)-furanoat identifiziert.

## Hersteller
Alpla, AVA Biochem AG, Avantium Technologies B.V., The Coca-Cola Company, Corbion, Danone S.A., Gevo, Mitsui & CO. LTD., Swire Pacific, Tereos, Toray Industries, Toyo Seikan Kaisha, Toyobo Co. Ltd, WIFAG-Polytype